# Markaryds IF
Markaryds IF ist ein schwedischer Fußballverein aus Markaryd. Der Klub spielte sieben Spielzeiten in der zweithöchsten Spielklasse des Landes.

## Geschichte
Markaryds IF gründete sich 1924. Lange Zeit spielte die Mannschaft im unteren und mittleren Ligabereich, ehe sie 1984 als Staffelsieger der Division 3 Skåne und erfolgreichen Aufstiegsspielen gegen Linköpings FF erstmals in die zweite Liga aufstieg. Als Tabellenneunter im ersten Jahr im Abstiegskampf erfolgreich, stieg der Klub 1986 als Tabellenvorletzter gemeinsam mit Helsingborgs IF und Norrby IF wieder in die Drittklassigkeit ab. Mit 16 Siegen in 26 Saisonspielen wiederholte die Mannschaft den Staffelsieg und stieg direkt wieder auf. Dauerhaft gegen den Abstieg spielend hielt sich der Klub bis 1991 in der Spielklasse. In der Herbstserie gelangen nur zwei Siege, so dass der Klub hinter Landskrona BoIS gemeinsam mit Falkenbergs FF einen Abstiegsrang belegte.
Nach dem Abstieg spielte Markaryds IF anfangs um den Wiederaufstieg. 1994 als Tabellendritter hinter IFK Malmö einen Punkt von der Aufstiegsrunde entfernt, folgte in der anschließenden Spielzeit der Absturz als Tabellenletzter in die Viertklassigkeit. Anschließend rutschte der Klub bis in die Fünftklassigkeit ab und pendelte als Fahrstuhlmannschaft nach der Jahrtausendwende zwischen vierter und fünfter Spielklasse.